# Paid4-Szene
Paid4 („paid-for“) heißt übersetzt „bezahlt für“ und bezeichnet im engeren Sinne die Möglichkeit, für das Ansehen von Werbung im Internet bezahlt zu werden. Der Benutzer muss dafür eine (kostenlose) Mitgliedschaft bei einem Anbieter einer solchen Dienstleistung (Paid4Dienst) führen.
Unter der Paid4-Szene versteht man die Online-Community von Anbietern, Nutzern und Nutznießern von Paid4-Anbietern. Ein Großteil der Anbieter arbeitet nach dem Netzwerk-Marketing-Prinzip.

## Bekannte Paid4-Modelle
- Bezahltes Surfen (mittels spezieller Software, einer sogenannten Surfbar)
- Bezahlte Startseitenaufrufe
- Bezahlte E-Mail, sogenannte Paidmail
- Bezahlte Textanzeigen (für Webmaster)
- Bezahlte SMS
- Bezahlte Suchformulare (für Webmaster)
- Bezahlte Werbebanner (für Webmaster)
- Onlinewährungen
- Bettel-Spiele
- Bezahltes Spielen
- Bezahlte Teilnahmen an Aktionen (Bonusaktionen)
- Bezahltes Anhören von Werbung über das Telefon
- Bezahltes Ansehen von Werbespots im Internet

## Prinzip
Im Allgemeinen umfasst die Paid4-Szene Betreiber, User (Webmaster) und Sponsoren.
Das Prinzip ist einfach: Der Benutzer (englisch User) registriert sich kostenlos bei einem Anbieter und konsumiert Werbung in der angebotenen Form. Wenn er selbst eine Website betreibt, kann er diverse Werbemittel diese einbauen und per Klick/View bezahlt werden. Sobald er genügend Guthaben gesammelt hat, kann er seinen Verdienst auf sein Konto auszahlen lassen. Viele Anbieter bieten ein sogenanntes Referral-Programm an, bei dem ein Nutzer weitere Nutzer mittels einer speziellen URL, dem Referral-Link, andere Nutzer werben kann und prozentual an deren Verdienst beteiligt wird, häufig sogar über mehreren Ebenen (Downline). Dem geworbenen Nutzer wird dabei kein Guthaben abgezogen, dieser Bonus wird üblicherweise durch den Anbieter einkalkuliert und von den Werbeeinnahmen finanziert. Die Sponsoren stellen ihrerseits die Werbung zur Verfügung und bezahlen für die Hoffnung auf den ein oder anderen neuen Kunden.

## Entwicklung
Da Ende der 90er Jahre viele Internetbenutzer auf das schnelle Geld hofften, entwickelte sich eine Szene rund um die sogenannten Paid4-Dienste. Infolgedessen wurden viele private Websites mit Werbebannern diverser Paid4-Anbieter gepflastert oder alleine zum Zweck der Verbreitung von Referral-Links erstellt. Die meisten Nutzer schreckten in Erwartung des großen Geldes auch vor der Eingabe persönlicher Daten nicht zurück. Einige Surfer ließen sogar mehrere Surfbars gleichzeitig laufen. Der Verdienst war wesentlich höher als heute, der bekannteste Paid4-Anbieter FairAd.de zahlte bis zu 1,- DM pro Stunde. Immer mehr große und kleine Anbieter versuchten sich mehr oder weniger professionell auf dem umkämpften Markt zu platzieren. Wer für etwas bezahlte, konnte sich schon kurz nach seinem Start auf jede Menge geldhungriger Surfer gefasst machen, die sich in einschlägigen Foren gegenseitig warben.
Das Interesse der Nutzer am Geld war hoch, das Interesse an den beworbenen Produkten jedoch gering. Es kam zu einem Engpass bei den Sponsoren und die Werbung wurde deutlich geringer bezahlt. Viele der Paid4-Anbieter blendeten hauptsächlich Werbung für andere Paid4-Anbieter ein, so dass letztlich nur eine Umverteilung von Geldern stattfand. Viele Nutzer konnten die ersurften virtuellen Geldbeträge sich schon nicht mehr auszahlen lassen, weil der Anbieter inzwischen zahlungsunfähig geworden war.
Bis auf Meinungsportale wie beispielsweise Ciao.de haben sich die großen Unternehmen aus der Paid4-Szene zurückgezogen. Die meisten Nutzer haben nach kurzer Zeit keine Lust mehr, weil sie schnell merken, dass sie zu wenig verdienen.
Es gibt nur noch wenige große Unternehmen, die aktiv Websites auf diese Weise betreiben, dafür umso mehr private und von kleinen Unternehmen betriebene Websites. Hierbei geht es in der Paid4-Szene auch immer wieder um die Frage, ob der jeweilige Anbieter seine Benutzer auszahlen kann oder nicht. Dieser Markt wird gerade in heutiger Zeit häufig von Anbietern überschwemmt, die mit unrealistischen Vergütungen ahnungslose Benutzer locken wollen und bei Erreichen der Auszahlungsgrenze schließlich doch nicht auszahlen. Daher werden die Anbieter in verschiedenen Internetforen, die sich mit dieser Szene und der Thematik befassen, häufig in sogenannte Blacklisten und Whitelisten eingeteilt, die von Benutzern für Benutzer erstellt werden, um diese vor betrügerischen Anbietern zu warnen.
Seit 2008 gab es eine deutliche Veränderung bei den Verdienstmöglichkeiten der Paidszene. Erhielten User ihre Vergütung früher bereits für den Klick auf einen Banner, oder das Ansehen einer Mail, so werden heute in erster Linie Paid4Lead bzw. Paid4Sale Aktionen vermarktet, welche in der Szene meist unter dem Titel Bonusaktionen geführt werden. Die typischen Paidmailer sind aufgrund der rapid gesunkenen Mailvergütungen immer mehr am Aussterben, stattdessen findet man heute in erster Linie Bonusportale und Bonusmailer.
Im Bereich der Werbung für Webmaster entwickeln sich als Alternative zu den häufig unterdrückten Werbebannern und Pop-ups Angebote mit kontextorientierter Werbung in Form einfacher Textlinks. Bestes und berühmtestes Beispiel dafür ist Google AdSense, das auch von professionellen Internetseiten und Websites größerer Unternehmen genutzt wird.
Ca. 2014 gab es einen Boom durch die Sozialen Netzwerke wie Facebook, Twitter und Co. Das hat auch die Paid4-Szene nicht übersehen und schnell entwickelten sich neue Geschäftsideen in Form von bezahlten Likes und bezahlten Followern. Besonders Facebook hatte damit zu kämpfen, da innerhalb kürzester Zeit einzelne Nutzer über 1000 Likes am Tag abgaben. Infolgedessen wurde die maximale Likeanzahl pro Nutzer beschränkt. Daraufhin wurde dieser Bereich recht schnell uninteressant und es machten sich viele große Seiten von einem Tag auf den anderen aus dem Staub – mit dem verdienten Geld der Nutzer.
Das so genannte Paybacksystem hat sich bisher am besten bewährt, da hier auf jeder Seite Gewinn entsteht. Beim Payback kauft der Nutzer über die angebotenen Shops (vorwiegend Onlineshops) des Anbieters ein und erhält einen festen oder prozentualen Teil zurück. Diese Art der Rückvergütung, die aus den Bonusaktionen der Paid4Szene entstanden ist, haben mittlerweile einige große Unternehmen salonfähig gemacht und auch ausgebaut. So bieten namhafte Unternehmen wie Payback.de auch in normalen Ladengeschäften die Möglichkeit bei jedem Einkauf Punkte zu verdienen, wenn man seine Paybackkarte einscannen lässt und diese Punkte kann man in Prämien tauschen oder direkt zum Einkaufen in diversen Geschäften nutzen. Ebenfalls durch dieses System bekannt geworden ist die Deutschlandcard.
Durch diese Unternehmen hat sich die Paid4-Szene deutlich gewandelt und ist nicht mehr nur auf das Internet beschränkt. Der Wandel hat in vielen Städten dafür gesorgt, dass Bonuskarten ausgegeben werden, mit denen man in den ortsansässigen Geschäften Punkte sammelt, um diese dann auf die ein oder andere Art in Leistungen oder Guthaben umzutauschen. Damit werden die regional ansässigen Unternehmen gestärkt, die nicht immer zu einer großen Ladenkette gehören.
Auch im Bereich der Marktforschung ist die Paid4-Szene wieder gewachsen, so werden mittlerweile Umfragen zu allen möglichen Themen (Beispielsweise neue Produktideen, Politische Ansichten uvm) angeboten und durch die dahinterstehenden Firmen bezahlt.

## Paid4-Szene im englischsprachigen Raum
Da die deutschen Anbieter meistens wenig zahlen oder mit Punktesystemen arbeiten, gehen viele Leute zu den amerikanischen bzw. englischsprachigen Seiten. Dort bekommt man dank der großen Anfrage nach „Search-Mails“ häufig mehr Geld für eine E-Mail bei den Paid4Mail-Anbietern. Viele Seiten schwören seit neuestem immer mehr auf Auszahlung per PayPal, Moneybookers und ähnlichen Onlinebezahlsystemen wie beispielsweise AlertPay. Da es jedoch schwarze Schafe gibt (auch „Scam“ genannt), die mit überzogenen Angeboten wie 40 US-Dollar pro E-Mail Benutzer anlocken, geriet die Paid4-Szene in den USA immer mehr in den Hintergrund.
Der Emailbereich hat sich mittlerweile nahezu komplett verabschiedet, im englischsprachigen Raum sind die PTC (Pay To Click) Seiten deutlich in der Überzahl. Hier setzen die Betreiber auf überdurchschnittliche Vergütungen pro Klick. Diese Anbieter haben sich ein bestimmtes System aufgebaut. Der normale Nutzer kann sich zwar anmelden und ein paar Cent am Tag verdienen, jedoch wird er bei nahezu jeder dieser Seiten dazu genötigt eine Premiummitgliedschaft abzuschließen, für diese muss er zwar zahlen, bekommt dafür aber mehr zum Klicken sowie einige andere Vorteile. Zusätzlich wird für diese Dienste geworben was das Zeug hält, damit sich ein brauchbarer Nebenverdienst aufbauen kann, jedoch erreichen die meisten normalen Nutzer wenig und geben oftmals bereits vor erreichen der Auszahlungsgrenze auf oder stecken ihr Guthaben in Werbung auf der Seite. Diese PTC Seiten (Auch BUX bzw. PPC genannt) bieten in der Regel die Auszahlung nur per Onlinebezahlsystem an. Beispiele dafür wären paypal, skrill oder auch bitcoin.
Da diese Anbieter oftmals weit außerhalb der EU sitzen, ist es Glückssache ob und wann man von diesen Diensten ausgezahlt wird. Rechtlich besteht hier kaum eine Chance wenn ein Dienst sich weigert die Auszahlung zu erledigen. Daher ist der Bereich bei einigen hoch gelobt, bei anderen wiederum verpönt.

## Werbenetzwerke
Um eine Schnittstelle zwischen den Seitenbetreibern und den Sponsoren zu schaffen, haben sich relativ schnell viele Werbenetzwerke / Affiliatenetzwerke gebildet. Diese bieten gegen eine kleine Provision eine Plattform, auf welcher sich beide Parteien kostenlos anmelden können. So müssen beide Seiten nicht auf die Suche nach Sponsoren/Webseitenbetreibern gehen, sondern können dies über die Netzwerke erledigen.
Netzwerke bieten technische Schnittstellen um die von Sponsoren eingebuchte Werbung an die Seitenbetreiber ausliefern zu können. Ebenfalls gibt es üblicherweise ausführliche Statistiken, viele verschiedene Werbeformen und natürlich einen umfassenden Support für Fragen auf beiden Seiten.
Die kleineren und privateren Netzwerke sind mit der Änderung der Szene größtenteils vom Klickbereich auf Payback umgestiegen um noch etwas zu verdienen, so haben die üblichen Betreiber hier kaum noch eine Wahl. Es gibt aber nach wie vor große Anbieter für diese Zwecke, die alles anbieten was man braucht, um seine Seite zu betreiben. So beispielsweise Adcocktail.
Einige Netzwerke möchten keine Paid4-Seiten haben, andere werben offen damit auch sogenannte Sonderfallseiten zu akzeptieren, diese sind dann häufig in zwei Bereiche unterteilt oder schließen normale Werbeformen für Sonderfallseiten von vornherein aus.
Ausgezahlt wird hier üblicherweise direkt per Banküberweisung oder Paypal, bei letzterem gehen die Gebühren oft zu Lasten des Webmasters.

## Autoregger
Einige Websites bieten sogenannte Autoregger an, die es dem Besucher ermöglichen, sich mit einer einzigen Registrierung automatisch bei mehreren Paidmailern anzumelden. Die Anbieter solcher Autoregger versprechen dem Nutzer meist höhere Einkünfte, da die von ihnen ausgewählten Paid4Mail-Dienste angeblich besonders zuverlässig seien. Häufig handelt es sich jedoch bei Autoreggern um den verschleierten Versuch, möglichst viele neue User über die eigenen Referral-Links anzuwerben und dafür selbst Provisionen zu erhalten.
Kritisch an diesen Diensten dürfte besonders die neue Datenschutzverordnung sein, da die privaten und sensiblen Daten ohne Weiteres an etliche Seiten abgesendet und dort gespeichert werden. Zwar schreiben viele dieser Anbieter dazu, dass man sich doch bitte die AGB der Dienste durchlesen soll, bei welchen man sich anbietet, jedoch halten sich die wenigsten daran. So kommt es schnell zu etlichen Anmeldungen ohne die zugehörige Seite, ihre AGB, sowie ihre Datenschutzerklärung gelesen zu haben.

## Datenschutzverordnung
Nachdem am 25. Mai 2018 die neue Datenschutzverordnung in Kraft getreten ist (DSGVO), sind viele Anbieter kommentarlos verschwunden. Da bei Paid4-Diensten mit Daten wie Namen, Adressen, Geburtsdatum, E-Mail-Adresse, IPadresse uvm. gearbeitet und zum Teil auch gehandelt wird, wäre die Umstellung der Seite auf https (SSL Zertifikat) ein Muss. Ebenfalls wäre ein erheblicher Aufwand die Seiten mit einer passgenauen Datenschutzerklärung auszustatten und diese dann natürlich auch umzusetzen.
Auch die Tatsache, dass viele Anbieter billige, vorgefertigte Scripte verwenden und diese nicht zu bearbeiten wissen macht Probleme, denn einige davon überprüfen die Anmeldedaten (insbesondere die E-Mail-Adresse) nicht. Das hat zur Folge, dass schon bei einem Tippfehler eine ganz andere Person unerwünschterweise mit Werbemails zugedonnert werden würde. Da die DSGVO in der Hinsicht empfindliche Strafen vorsieht, ist es nachvollziehbar, dass diese Anbieter das Weite suchen.
Eine Änderung der AGB wäre durch die Umstellung ebenfalls notwendig, da dies je nach Inhalt aber auch das sogenannte Sonderkündigungsrecht nach sich ziehen würde und das die sofortige Auszahlung zur Folge hat, wäre das für einige Seitenbetreiber der finanzielle Tiefpunkt.
Viele der kleinen Anbieter, halten sich nur knapp über Wasser bzw. betreiben die Projekte als Hobby und sind daher nicht gewillt diese Umstellungen zu erledigen bzw. jemanden dafür zu bezahlen. Lediglich einige kleine Seiten und die ganz Großen in der Szene, haben diese Anforderungen umgesetzt.